# Corniglia
Corniglia je malá obec v regionu Ligurie, v provincii La Spezia, v Itálii. Leží v severozápadní části země, v Janovském zálivu, na pobřeží Ligurského moře. Je součástí Italské riviéry, respektive její východní části Riviery di Levante. Corniglia a okolní oblast náleží do italského Národního parku Cinque Terre. Obec leží na 105 metrů vysoké skále nad mořem. Je vzdálená přibližně 10 km od města La Spezia a okolo 85 km od hlavního centra Ligurie Janova.